# François Lopez
François Lopez, né le 21 janvier 1923 à Oran et mort le 25 février 2003 à Neuilly-sur-Seine, est un avocat et homme politique français.